# Val di Chiana
Le Val di Chiana, Valdichiana, anciennement Valle del Clanis, en italien, est une vallée italienne d'origine tectonique dans laquelle se trouvent le lac de Chiusi et le lac de Montepulciano et dont le fond de la vallée est constitué d'importants résidus alluviaux comblés depuis le XIe siècle, comprise entre les provinces d'Arezzo et de Sienne, en Toscane, et entre celles de Pérouse et de Terni, en Ombrie.

## Géographie
Le val di Chiana se présente comme un sillon vallonné  de 100 km de long et d’une superficie d’environ 1 832 km2. La vallée s’avance du nord vers le sud entre la cuvette d’Arezzo et la plaine d’Orvieto et recouvre le bassin hydrologique du canal de la Chiana, le principal cours d’eau qui naît au lac de Montepulciano. À l’est, elle est délimitée par les versants des Préappennins où s’élèvent les plus hauts reliefs de la région : l'Alta Sant'Egidio (1 057 m), le mont Lignano (837 m) et le mont Corneta (744 m). À l’ouest, au contraire, elle arrive jusqu’au val d'Orcia.
Le paysage est la plupart du temps vallonné avec une longue plaine à proximité du Canale Maestro della Chiana. L’altitude moyenne est d’environ 405 m.

### Hydrographie
Autrefois traversé par le Clanis (du latin clinus, penché, en pente), ancien affluent du Paglia, lui-même affluent du Tibre, le Val di Chiana est aujourd’hui traversé par le Canale Maestro della Chiana.
Ce dernier, récupérant presque entièrement le parcours initial du Clanis, coule en sens contraire, c'est-à-dire du sud vers le nord et est un affluent de l'Arno.  
Les autres cours d’eau ont, pour la plupart, un régime torrentiel, souvent à sec pendant l'été, alors qu’ils subissent des crues importantes pendant les autres périodes de l’année. Ce sont de petits cours d’eau qui prennent leur source dans les montagnes pour ensuite se jeter dans le Canale Maestro della Chiana.

### Climat
Le climat du val di Chiana est typiquement continental avec des étés chauds et des hivers modérément froids. Les températures diurnes sont élevées lorsque le ciel est dégagé. 
Le printemps et l’automne sont doux en règle générale, avec, parfois, des périodes de précipitations (plutôt entre septembre et décembre). Les précipitations neigeuses sont rares : d'habitude la neige tombe entre décembre et janvier, mais elle ne tient dans la vallée que quelques jours.

### Subdivisions géographiques
Le val di Chiana peut être subdivisé en respectant les provinces actuelles qui, de toute façon,  conservent la répartition historique entre le territoire aretin aux mains de la famille des Medicis et celui aux mains de la république de Sienne : on a coutume en effet de faire la distinction entre le val di Chiana aretin et le val di Chiana siennois.

#### Val di Chiana arétin
Par val di Chiana arétin on entend le territoire de la province d’Arezzo comprenant les communes de :
- Arezzo
- Castiglion Fiorentino
- Civitella in Val di Chiana
- Cortona
- Foiano della Chiana
- Lucignano
- Marciano della Chiana
- Monte San Savino

Le val di Chiana arétin fait partie des quatre vallées historiques de la province d’Arezzo : val di Chiana, Valtiberina, Casentino et Valdarno supérieur.

#### Val di Chiana siennois
Par val di Chiana siennois on entend le territoire de la province de Sienne comprenant les communes de :
- Cetona
- Chianciano Terme
- Chiusi
- Montepulciano
- San Casciano dei Bagni
- Sarteano
- Sinalunga
- Torrita di Siena
- Trequanda

### Superficie et démographie

#### Voies de communication
Le val di Chiana est parfaitement relié au reste de la Toscane et de l’Italie.
Il est traversé dans sa longueur par l’autoroute du Soleil et compte seulement trois postes de péage : Val di Chiana (à Bettolle, sur la commune de Sinalunga), Monte San Savino et Arezzo.

De San Zeno, localité sur la commune d’Arezzo et très proche du chef-lieu, commence une voie rapide qui traverse le val di Chiana aretin jusqu’à Monte San Savino et Lucignano. En outre, à Bettolle passe la bretelle d’autoroute dans la direction de Pérouse et de la Ombrie vers l’est et de Sienne, en traversant le val di Chiana siennois, à l’ouest.
De plus, les diverses agglomérations de la vallée  sont reliées entre elles par un système routier performant.
- au niveau voies ferrées

Le val di Chiana est parcouru dans sa longueur par Direttissima Roma ↔ Firenze. Parallèlement à celle-ci, il y a le chemin de fer local qui conduit d’Arezzo à Chuisi en passant par les gares de Castiglion Fiorentino et Terontola-Cortona. Une autre ligne de chemin de fer relie Arezzo à Sienne.

## Histoire

### Formation morphologique de la vallée
La vallée, d'origine tectonique avec extension à l'ouest et compression à l'est, s'est principalement formée au Miocène. Au Pliocène, il était presque entièrement submergé par la grande mer du Pliocène. Une fois retirée, dans le haut Villafranchiano (il y a environ deux millions d'années), l'Italie centrale a abrité de grands lacs, dont celui du bassin de Chiana qui a été éphémère car drainé (au début du Pléistocène) par l'érosion du seuil vallonné de ses eaux, pour prendre la forme d'un canyon traversé par une rivière, affluent des eaux du lac Trasimène (dont la formation s'est terminée il y a 110 000 ans). Au Pléistocène, la vallée de Chiana était un affluent des eaux de l'ancien lac de Quarata (c'est-à-dire de l'Arno) jusqu'à il y a 150 000 ans, étant le long de son cours le lac de Montepulciano et le lac de Chiusi, très profond, dont hydrométrique « zéro » était situé à une altitude plus basse (20-25 mètres) que l'actuel. Son fond de vallée était très creux au centre, avec une forme en « V » due à l'extension tectonique à l'ouest, à la compression à l'est et à l'érosion progressive déterminée par le transit de l'eau vers le sud, comme en témoignent les carottes et les études géologiques, même récentes, et a été sillonné par le soi-disant "Arno Tiberino" avant que ses eaux ne soient captées par le lit actuel vers Incisa et Florence. Il y a environ cent cinquante mille ans, l'Arno a trouvé naturellement une nouvelle route (l'actuelle vers Florence) à la suite d'un glissement de terrain qui a provoqué la continuation naturelle de son plan d'eau dans cette direction. Les Étrusques ont probablement déposé un goulet d'étranglement granitique le long du cours de l'Arno, près d'Arezzo, pour empêcher les crues de l'Arno de toucher la plaine (habitée) d'Arezzo et aussi la rivière Clanis dont le lit était très creux et avait une pente suffisante pour assurer le transport de composants solides (245 m d'altitude dans la plaine de Chiani [ouest d'Arezzo, au nord, et 110 m d'altitude à Ciconia (dans la commune d'Orvieto) au confluent de la rivière Paglia, pour le sud, sur une distance de 104 km. Le Clanis, affluent du Tibre, était navigable et par son lit les anciens peuples italiques et les étrusques atteignaient Rumon (Rome) et la Mer Tyrrhénienne, et vice versa, les fleuves navigables étant les « autoroutes » et les grands axes de communication à l'époque archaïque. Les cartes géologiques montrent que les résidus alluvionnaires, abondamment présents dans le fond de la vallée, aujourd'hui complètement comblés et plats, remontent à l'Holocène supérieur (période géologique dans laquelle nous vivons), étant très récent. Les eaux souterraines de la vallée suivent la tendance tectonique du nord (Arezzo) au sud (Tibre), tandis que la direction des eaux de surface a été modifiée par l'homme au cours des derniers siècles. Les interventions humaines ont rendu le fond de la vallée totalement plat, entre San Zeno (Arezzo) et Parrano (dans la province de Terni), ainsi que surélever le fond de la vallée de plusieurs mètres, faisant de la zone de Chiusi Scalo la plus haute du Val di Chiana avec 250 mt s.l.v., avec une pente presque « nulle » des eaux et avec des risques hydrauliques et hydrogéologiques très élevés. D'un point de vue géologique, le bassin tectonique de Chiana ou « roche mère » est un plan incliné qui part de Chiani à l'ouest d'Arezzo (point le plus haut) et atteint le Tibre près d'Orte (point le plus bas), incorporant la zone du Trasimène.

### Les premiers peuplements
Des témoignages de premiers peuplements humains dans le val di Chiana sont donnés par des vestiges archéologiques de l’époque préhistorique et protohistorique. Le plus important est le crâne d’Olmio auquel on a donné le nom de la localité de la commune d’Arezzo où il a été trouvé en 1863. Il consiste en une boîte crânienne ayant appartenu à un homo sapiens vivant au milieu du Pléistocène. Il faut ajouter les restes d’outils trouvés également dans la zone d’Arezzo près des torrents Castro et Vingone et datés du mésolithique.

### L’époque étrusque
Après que, à l’époque villanovienne, le peuplement du val di Chiana eut subi un très net accroissement de population, l’arrivée des Étrusques changea notablement la situation de la vallée. La zone connut alors une grande prospérité grâce aux techniques agricoles efficaces apportées par les Étrusques et par l’intense activité commerciale avec les régions limitrophes. L’influence des monarques (ou lucumon) d’Arezzo, de Cortone et de Chiusi permit des cultures systématiques de céréales, plus particulièrement de blé, très apprécié par les Étrusques. De plus, le tirant d’eau important du Clanis permit aux Étrusques de naviguer sur de petits bateaux et de faire le commerce de produits alimentaires, de produits manufacturés et aussi, tout simplement, le transport des hommes et des animaux. Les Étrusques créèrent des petits ports le long du Clanis. L’exemple le plus éloquent est donné par Brolio, aujourd’hui un hameau peu peuplé sur la commune de Castiglion Fiorentino mais, à l’époque, florissante cité étrusque : en 1863 y furent retrouvés de nombreux bronzes étrusques, religieux ou non, relatifs à diverses époques comprises entre les VIIe et Ve siècles av. J.-C..
En tout cas la splendeur et l'importance du val di Chiana pendant la période étrusque sont attestées également par les innombrables vestiges archéologiques trouvés dans la vallée et notamment à Cortona. Ici, comme également en d’autres endroits du val di Chiana, ont été ramenés à la lumière des objets de grande valeur, comme le célèbre Lampadaire en bronze (IVe siècle av. J.-C.), des petites statues, de la vaisselle, des objets d’orfèvrerie et des outils divers.
Il s'agit généralement d’objets retrouvés dans des nécropoles (comme la célèbre nécropole du Sodo sur la commune de Cortona) ou de ruines d'anciens centres étrusques (comme à Melmone di Brolio où ont été retrouvées les traces des anciennes fondations d’habitations).

### La domination romaine
La défaite de Véies et l’occupation progressive de l’Étrurie par la république de Rome qui se termina par la défaite étrusque à Sentino (295 a.C.), permirent aux romains d’entrer dans le val di Chiana. La présence romaine en val di Chiana est documentée depuis le IIIe siècle av. J.-C. et par les vestiges de l’époque. À Arezzo, se trouve, conservé en excellent état, le très bel amphithéâtre romain, alors qu'à Brolio ont été retrouvés un petit génie votif et même des grosses plaques d'argile avec, dessus, le "poisson stylisé" employé comme marque de reconnaissance pendant l’époque paléochrétienne des premiers adeptes du culte de Christ se trouvant en Italie. En outre des exemples de toponymie  locale prouvent clairement leur origine romaine. On pense à la localité de Castroncello (sur la commune de Castiglion Fiorentino), dont le nom dérive clairement du latin castrum, en mettant en évidence la présence d'un campement romain. On considère aussi les deux agglomérations de Lucignano (dont le nom dérive, avec beaucoup de probabilité, d'un castrum Lucinianum, ainsi appelé en honneur du consul Lucio Licinio Lucullo qui avait occupé la zone au Ier siècle av. J.-C. pendant la guerre entre Silla et Gneo Papirio Carbone) et Marciano della Chiana (dérivé du nom de la gens Marcia, famille patricienne possédant à cet endroit un fundus).
Les romains non plus ne renoncèrent pas aux ressources du val di Chiana. Le géographe grec Strabon et les historiens romains Pline l'Ancien et Tacite ont décrit le val di Chiana comme le "grenier de l'Etrurie". En particulier, Tacite  rappelle comment, pendant la deuxième guerre punique, l'expédition de Publio Cornelio Scipione (202 a.C.) avait pu compter sur au moins 10000 quintaux de grain provenant de l'"opulente arva" (riches champs) du Val di Chiana.
En outre la position stratégique du val di Chiana, au carrefour des importants centres de Florentia (l’actuelle Florence), d'Arretium (l'actuelle Arezzo), de Cortona, de Clusium (aujourd'hui Chiusi) et, enfin, Rome, consuisit les romains à y faire passer la via Cassia, réalisée par le consul Cassio Longino au Ier siècle apr. J.-C.
Toutefois la venue au pouvoir d'Auguste changea considérablement la vision du val di Chiana auprès des centres du pouvoir romain. Les nombreuses crues de la Paglia, affluent du Tibre (lesquelles se reproduisaient souvent, inondant l’Urbs) conduisirent les hydrauliciens romains à en retenir la cause principale : le Clanis, fleuve d’un exceptionnel tirant d’eau, et donc, selon leur façon de voir, à construire un barrage près de l’embouchure de la Poglia.
Ceci fut réalisé durant le Ier siècle ap. J.-C., en apportant des nuisances inévitables au val di Chiana : le Clanis en effet, ne pouvant plus décharger ses eaux sur la Poglia, finit par rompre les digues, en se transformant, en peu de temps, en un lac. L'eau, en ne pouvant plus s’écouler, stagna sur de vastes espaces du val di Chiana, qui, rapidement, se transformèrent en un marécage malsain.

### L’époque médiévale et la formation des marais
De la Valdichiana, cette région malsaine au Moyen Âge, on en entend parler dans les documents écrits de l’époque.
Il faut préciser que la presque totalité de la migration (si elle eut jamais lieu) de la population des plaines aux centres des sites dans les collines ne se produisit pas avant le XIe siècle. On a en effet des témoignages, spécialement dans les documents épiscopaux du temps, de pievi disséminés dans le territoire du val di Chiana, même dans les zones plates. On rappelle ensuite que Charlemagne devant se déplacer au cours de l’hiver de 786 de Rome à Florence, emprunta la via Cassia et donc le val di Chiana. Il est donc concevable qui le dépeuplement ait eu lieu après l’an 1000, toute possibilité d’installation, de culture ou d’exploitation du sol étant rendue impossible.
Les dimensions du marécage devinrent considérables et Leonard de Vinci, dans une carte qu’il réalisa à la fin du XVe siècle, nous montre au centre du val di Chiana un vaste territoire submergé par les eaux, entouré de collines sur lesquelles se trouvaient justement les habitants. Les eaux putrides et stagnantes, souvent dangereuses pour qui devait les traverser (on raconte que la jeune Sainte Margherita de Cortona, actuelle patronne de la ville, au cours d’une escapade nocturne avec son amant Arsenio Del Pecora de son village natal Laviano jusqu’à Montepulciano, dont Arsenio était le seigneur, risqua la noyade après que le bateau se fut renversé) apportèrent le moustique anophèle et, en conséquence, la malaria. La maladie  a exterminé la population locale pendant des siècles, spécialement durant les périodes chaudes et humides. C’est ainsi que restent célèbres les mots de Dante dans les vers 46-47 du chant XXIX de l’Enfer : «Qual dolor fora, se de li spedali / di Valdichiana tra 'l luglio e 'l settembre». Et le même auteur se rappelle les eaux stagnantes de la Chiana dans le vers 23 du chant XIII du Paradis, où il décrit le lent "mòver de la Chiana".  
Les agglomérations locales, mises à dure épreuve par le marécage, organisèrent pour assurer les liaisons de véritables ports sur ces eaux recouvertes de joncs et de roseaux, comme on le  déduit de la statuaire de Cortona de 1325, qui représentait "trois bateaux nouveaux pour les ports de Fasciano, de Foiano et de Creti". On a en outre des témoignages de ports comme Cignano et Farneta (toujours dans la région de Corona), à Bettolle (dans la commune de Sinalunga) et à Cesa (dans la commune de Marciano della Chiana). Et puis, la toponymie actuelle rappelle le vaste acquitrinio : sont éloquentes les deux zones de Castiglion Fiorentino qui portent le nom de Rivaio et de Spiaggina, pendant que dans la même commune on trouve la localité de Nave et le Melmone (zone de la localité de Brolio
La situation dramatique fut encore accentuée par la peste noire qui n’épargna pas le val di Chiana en 1348.
Par contre, de toute façon, les agglomérations existantes déjà à l’époque étrusque, romaine et lombarde, connurent une importance considérable, surtout au niveau stratégique, dans une zone qui continuait à susciter l’intérêt des puissantes villes de Florence, d'Arezzo, de Sienne et de Pérouse. La conséquence de la conquête d'Arezzo par Florence et de la soumission de Pérouse à l'État pontifical fut que, seules les villes de Giglio et sa rivale, Sienne, restaient en lice pour tenter d'occuper définitivement la zone. Le tournant eut lieu en 1544, quand les Sennois (qui contrôlaient déjà les régions actuelles du val di Chiana siennois, plus la place forte de Lucignano), commandés par le Florentin, mais néanmoins hostile à Cosme I de Médicis, Piero Trozzi, envahirent le val di Chiana, détruisirent Foiano et occupèrent Castiglion Fiorentino et Marciano. Pour toute riposte, les Florentins, commandés par le marquis de Marignano, dit il Medichino, délivrèrent Marciano et, de là, commencèrent leur contre offensive au cours de la célèbre bataille de Scannagallo, ou de Marciano (2 août 1554).
À partir de ce moment, le val di Chiana fut définitivement sous la domination florentine, les Médicis d’abord, puis les Lorena desquels est issu le Grand duc de Toscane.

### La domination de Florence et l’assainissement

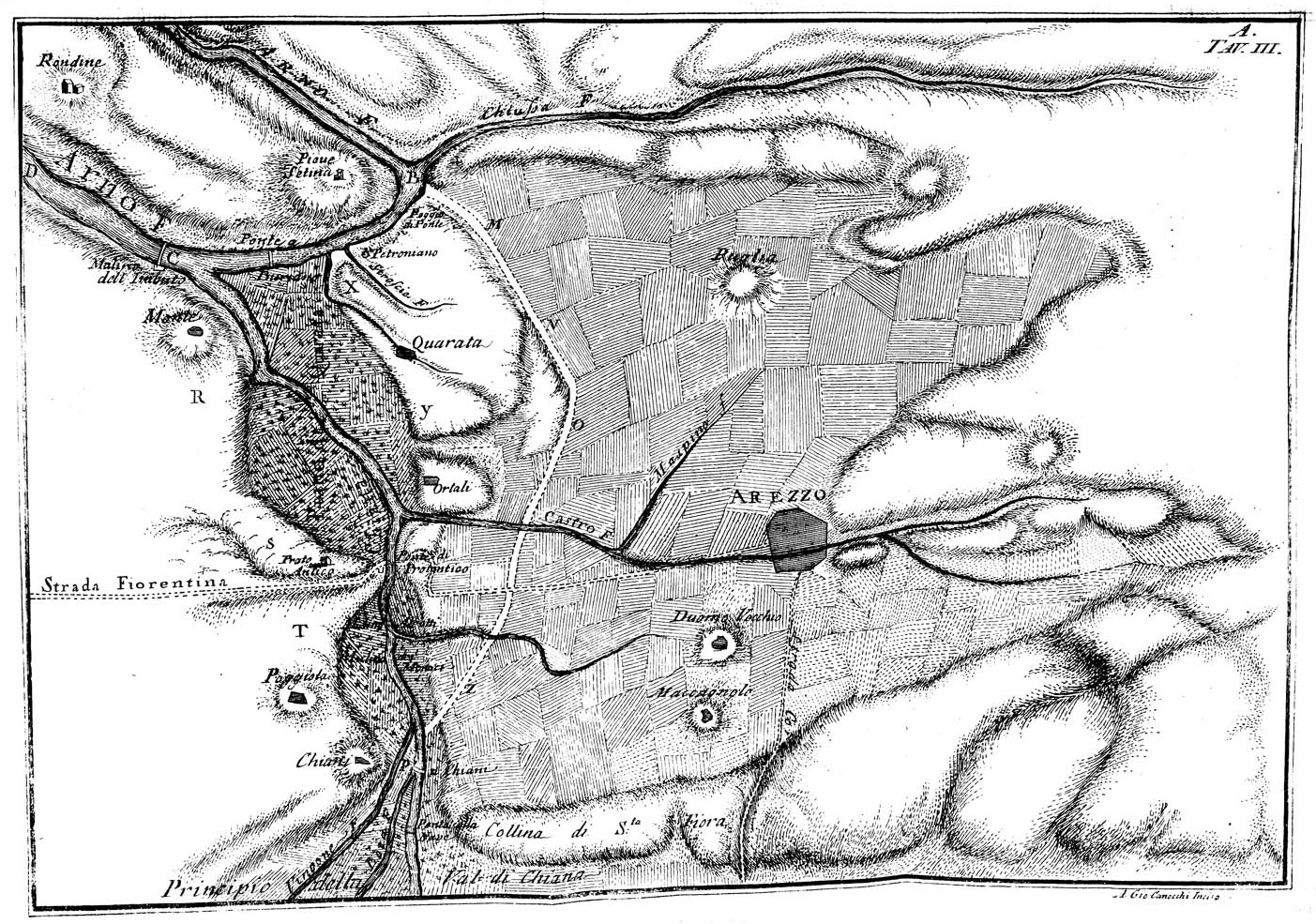
Carte de Val di Chiana dans un volume de 1789

Longtemps, le gouvernement de Florence, conscient de la potentielle richesse du val di Chiana, chercha à assainir le marécage en faisant intervenir d’éminents ingénieurs comme Galileo Galilei, Evangelista Torricelli et Vincenzo Viviani : mais toutes les tentatives se soldèrent seulement par une dépense considérable, sans apporter une quelconque amélioration durable. A la vérité, de tels plans présentaient tous un point commun : avec chacun d’eux, on cherchait à aller à l’encontre des lois de la nature c'est-à-dire l’écoulement normal des eaux d’autant plus que le gouvernement de Florence avait fermement interdit de rejeter les eaux du Chiana dans l’Arno car, selon Florence, cela aurait provoqué des vagues de crues du fleuve entraînant des inondations pour la ville. 
Cependant, un ingénieur, le comte Vittorio Fossombroni, doté de compétences exceptionnelles en hydraulique, arriva à montrer la fausseté de semblables hypothèses. Chargé en 1788 par le grand-duc Léopold Ier de Toscane de reprendre les travaux, Fossombroni conçut un système relativement simple, capable de fournir des résultats excellents : "l’assainissement par le comblement". Il consiste principalement de permettre aux eaux fluviales de stagner dans les zones marécageuses, en laissant sédimenter les détritus alluviaux dont elles sont riches et, de ce fait, "de combler" les susdites aires. Après avoir déposé les détritus,  les eaux sont évacuées par des canaux artificiels. L'écoulement est facilité d'autre part par le fait que les sédiments permettent à la plane une surélévation progressive, en reversant ainsi les eaux dans des bassins fluviaux plus proches.
Ce fut pour cette raison que fut construit le Canale Maestro della Chiana en reprenant presque entièrement l'ancien cours du Clanis. Le val di Chiana a pu s’élever en reversant les eaux des nombreux torrents qui l'envasaient dans le Canal qui, à son tour, les redirigeait vers l’Arno. Un tel système n’a eu aucune conséquence sur le cours du grand fleuve toscan ni sur la ville de Florence : en effet, la crue de l’Arno de 1966 ne fut pas causée par les eaux venant du val di Chiana.
Le val di Chiana est aujourd’hui bien endigué, la digue la plus célèbre (et la plus imposante) se trouvant à Brolio sur la commune de Castiglion Fiorentino.
Le projet de Fossombroni, qui, à l'époque, trouva des exécuteurs efficaces comme Federico Capei  de Lucignano et les ingénieurs qui lui succédèrent, Alexandre Manetti (en 1838) et Carlo Possenti (en 1860), a porté ses fruits au terme de peu d’années. Giovan Battista Del Corto rappelle dans son Histoire du Valdichiena comment Fossombroni, en prenant sa retraite en 1828, avait pu admirer avec satisfaction les progrès du travail effectué et « signalait dans l’atmosphère purifiée la première apparition des martinets à Foiano et ailleurs ».

En effet, en très peu d’années, le paysage changea complètement. La vallée s'assécha, le terrain redevint fertile et cultivable, la malaria disparut et les habitants purent de nouveau habiter la plaine avec l’appui des communes et du gouvernement florentin qui, se souvenant de la grande richesse agricole à l’époque étrusque et romaine, voulaient revenir à ces grands rendements pour satisfaire  les besoins alimentaires.
Le succès de l’assainissement pour endiguer le val di Chiana fut source d’inspiration pour d’autres ingénieurs, Manetti, le premier d’entre tous, qui travailla ensuite à l’assainissement des vastes étendues de Maremma.

### Le Valdichiana de Napoléon à l’Unité italienne
La Campagne d'Italie, menée par Napoléon en 1796, eut pour conséquence l'occupation française des états pré-unitaires, le grand-duché de Toscane inclus. En val di Chiana, à ce moment-là, les travaux d’assainissement battaient leur plein et les Français ne s’y opposèrent pas. Napoléon fut fortement frappé par le talent de Fossombroni, au point qu’il s’exclama : « Quel malheur ! Un si grand ministre pour un si petit État! ».
En 1799, le val di Chiana fut au centre d’un mouvement anti-français nommé Viva Maria qui, pendant un temps très bref, libéra les habitants de l’Aretin et atteignit même Sienne.
L'histoire rappelle comment les Français, après leur victoire à Marengo (14 juin 1800), prirent le contrôle de l'Italie jusqu'en 1814. A la Restauration, le Grand-duché de Toscane fut reconstitué et les travaux d’assainissement du val di Chiana s’achevèrent. La qualité de vie des habitants du val di Chiana  s’améliora progressivement et ils participèrent en masse au plébiscite par lequel, le 15 mars 1860, la Toscane fut annexée au royaume de Sardaigne et ensuite au royaume d'Italie.

### La reprise économique et la Seconde Guerre mondiale
Les années qui ont suivi l’Unité italienne ont vu une amélioration constante de la vie des habitants du Val di Chiana. Les terres, de nouveau fertiles, furent intensément cultivées ou dédiées à l’élevage, selon les conditions du métayage. Ceci permit l’afflux de nombreux paysans venant de la périphérie et la vallée se repeupla en l’espace de quelques décennies.
Après avoir connu une brève période de brigandage (ce qui était plutôt habituel dans les campagnes italiennes d’alors), pendant lequel s’affirma la renommée du bandit local Gnicche, le val di Chiana s’engagea définitivement vers la normalité.
Celle-ci cependant fut bouleversée par le passage du front lors de la Seconde Guerre mondiale. Aux nombreux militaires provenant du val di Chiana, tombés dans les batailles auxquelles prirent part les divisions italiennes, et aux étrangers morts localement lors des échanges de coups de feu entre les Allemands et les alliés (à Foiano della Chiana, il y aujourd’hui un cimetière militaire anglais), il faut ajouter les innombrables victimes civiles parmi lesquelles on retient surtout les « Martyrs de Civitella ». Cet épisode, un des plus tragiques de l'histoire italienne, eut lieu le 29 juin 1944, lorsque les soldats allemands de la division « Hermann Göring », en garnison dans la ville, massacrèrent 266 civils à la suite du meurtre de deux autres soldats par des partisans. Les destructions furent si nombreuses (toujours à Civitella, un bombardement allié détruisit à peu près complètement l'ancienne rocca longobarda dans laquelle s’étaient réfugiés quelques Allemands) qu'elles rendirent très difficile la reprise de l'après-guerre.
En effet, une fois la guerre terminée, presque tous les centres du val di Chiana subirent un dépeuplement qui n'a pris fin qu'avec le « boom économique » des années 1960. Il s’ensuivit une phase d’accroissement démographique notable.

## Économie
L’assainissement a porté ses fruits et, aujourd’hui, le val di Chiana est une des zones agricoles les plus fertiles d'Italie. Un pourcentage notable de la population locale a une activité dans le secteur primaire (agriculture, élevage et activités liées) au travers d’exploitations agricoles mais aussi, pour partie, au travers de cultivateurs individuels, possédant des propriétés plus ou moins importantes.

### Secteur primaire
L’agriculture florissante, grâce au développement dû à une politique d’assainissement ininterrompue, produit aujourd’hui des récoltes élevées de céréales (blé, maïs, tournesol, orge), des légumes (chou noir, chou-fleur, bette toscane, oignon rouge, laitue des quatre saisons, laitue de Sant'Anne, tomate beefsteak, tomate cœur de bœuf, tomate en grappes, courgette ronde, haricot sall’ochio, haricot romain) et des fruits (principalement la pomme et la pêche).
L'élevage porcin, bovin, ovin (entre autres, la production du porc toscan) et de la volaille est répandu. Dans la localité de Manciano la Misericordia (commune de Castiglion Fiorentino), il y a même des élevages d'autruches.
Toutefois une série de produits typiques et renommés méritent une citation particulière.

#### Vin

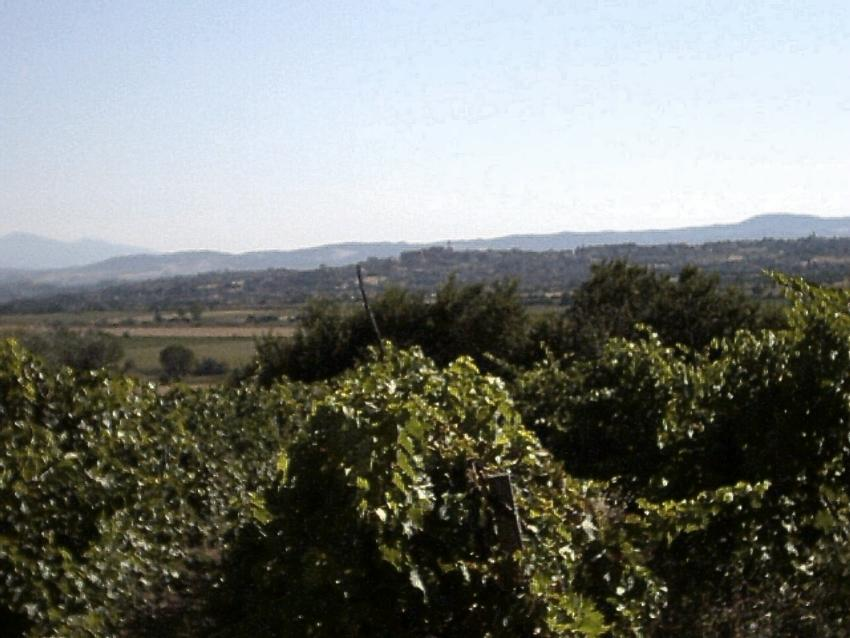
Vignes de Bianco Vergine della Valdichiana dans les environs de Brolio, dans le val di Chiana aretin

Le val di Chiana est un terroir de vins recherchés (blancs et rouges) depuis l'époque étrusque. Des endroits au Nord du val di Chiana appartiennent au Chianti, tandis que dans le reste de la vallée est répandue la production du Bianco Vergine du Valdichiana, un des vins blancs les plus appréciés en Italie et dans le monde. La production provient généralement pour moitié de viticulteurs qui, après la vendange, apportent leur raisin aux caves coopératives.
Ci-dessous le détail des principaux vins du val di Chiana avec leur dénomination.
- Bianco Vergine della Valdichiana D.O.C.
- Valdichiana Bianco Vergine Frizzante D.O.C.
- Valdichiana Chardonnay D.O.C.
- Valdichiana Grechetto D.O.C.
- Valdichiana Sangiovese D.O.C.
- Valdichiana Vin Santo D.O.C.
- Valdichiana Vin Santo riserva D.O.C.
- Valdichiana rosato D.O.C.
- Valdichiana rosso D.O.C.
- Valdichiana spumante D.O.C.
- Chianti Colli Aretini D.O.C.G.
- Colli dell'Etruria Centrale D.O.C.
- Colli della Toscana Centrale I.G.T.
- Cortona D.O.C.
- Rosso di Montepulciano D.O.C.
- Vin Santo di Montepulciano D.O.C.
- Toscano I.G.T.

#### Huile d’olive
La salubrité du climat, la richesse de la terre et le paysage typiquement vallonné  ont fait que le val di Chiana est la terre d'excellentes huiles d'olive. Les cultivateurs apportent leur récolte individuelle pour le broyage.
L’huile principale du val di Chiana est Colline di Arezzo qui est une variété du Toscano. Celle-ci a obtenu l'IGP (Indicazione Geografica Protetta) (D.M. du Ministère des Politiques Agricoles, Alimentaires et Forestières daté du 21 juillet 1998), mais peut aussi avoir le label DOP (reg. no 694 du 20 mars 1998) et, dans ce cas, elle est accompagnée d’une mention géographique additionnelle (ex. : « Colline di Arezzo », mais également d’autres variantes comme « Colline Senesi », « Montalbano », « Seggiano », « Colline di Firenze », etc.).
L’huile Colline di Arezzo est une huile d’une couleur vert intense avec des tonalités tendant vers le jaune verdâtre, avec un parfum fruité pénétrant et d'un saveur piquante et légèrement amère qui, avec le temps, s'atténue, ainsi qu’un arrière-goût persistant.

#### Chianina
- Pour approfondir, voir Chianina

#### Miel
L'excellent miel local est rarement produit aujourd'hui par des apiculteurs professionnels : généralement, le miel qui est vendu est récolté directement par les habitants possédant des ruches.
L’origine végétale du miel chianino (c'est-à-dire nectar dont se nourrissent les abeilles) est  principalement l’acacia, le tournesol, le sainfoin et, le plus précieux, l’arbousier. 
Sinon, on produit le simple miel millefiori.

### Secteur secondaire
Le « boom économique », déjà cité, des années 1960 a conduit à la naissance et au développement de centres industriels dans les agglomérations du val di Chiana. Si on excepte Arezzo, les autres restent des centres à prédominance agricole, ils méritent néanmoins que l’on mentionne les principaux types d’industries qui y sont installés. La présence d'une terre très fertile a évidemment stimulé la naissance d'industries alimentaires (fabriques de pâtes, élevages de volaille, fabriques de confiture, une grande sucrerie). Le secteur textile est également développé, ainsi que l’industrie du bâtiment (le retour à la campagne a fortement remodelé de vastes zones du val di Chiana) et de l’orfèvrerie. Au niveau artisanal, on doit citer la production de céramique (Brolio et Marciano).

### Secteur tertiaire
Ces dernières années, le val di Chiana a augmenté considérablement sa fréquentation touristique. Si le tourisme touche déjà depuis longtemps Arezzo et les bourgs de Cortona et de Montepulciano, l'intérêt historico-artistique présenté par beaucoup d'autres localités (pas seulement les chefs-lieux de commune), il s'est déplacé aussi sur des nouveaux objectifs. En effet, l’afflux touristique est considérable à Castiglion Fiorentino, à Lucignano, à Foiano della Chiana, à Monte San Savino (et dans sa commune le splendide château de Gargonza), San Casciano dei Bagni, Chiusi, Sinalunga, Trequanda et Torrita di Siena, et ceci s'est traduit par une très forte occupation hôtelière.
Le tourisme touche aussi la campagne elle-même. Nombreux sont ceux qui décident de passer une journée ou plus au grand air en faisant des randonnées, du cheval ou du tout-terrain. Dans les structures d’agrotourisme du val di Chiana sont proposées des activités diverses : éducatives, sportives, agricoles, culturelles ou récréatives. Le tout aux fins de recueillir cette spécificité du territoire (œnologie et gastronomie, histoire, artisanat, nature, art, archéologie) qui caractérisent le val di Chiana depuis des siècles.